# Фурманова, Анна Никитична
Анна Никитична Фурманова (дев. Стешенко; 1897—1941, Москва) — советский деятель культуры, директор Московского драматического театра (бывший театр Корша), затем — ГИТИСа. Жена писателя Дмитрия Фурманова. Сценаристка фильма «Чапаев», прототип Анки-пулемётчицы.

## Биография

Анна и Дмитрий Фурмановы

Дмитрий Фурманов и Анна Стешенко c группой сотрудников Культпросветотдела 25-й стрелковой дивизии. 1919 г.

Анна Никитична Стешенко родом с Кубани.
В годы Первой мировой войны окончила курсы сестёр милосердия  РОКК и поехала  на турецкий фронт, где попала на службу в санитарный поезд, там познакомилась с начальником поезда прапорщиком царской армии Дмитрием Фурмановым, вышла за него замуж в январе 1915 года.
Позже поступила учиться в Московский университет, однако в начале Гражданской войны вновь вслед за мужем выехала на Восточный фронт (1919).
Фурманова  служила заведующей культпросветом политотдела 25-й стрелковой чапаевской дивизии. Близкие называли её Ная.
У Дмитрия Фурманова были прекрасные отношения с Чапаевым до того момента, пока не приехала его жена Анна, с которой он расстался на почве ревности некоторое время назад. Анна была человек решительный. Не поставив в известность Фурманова, в апреле 1919 она приехала в дивизию
В конце июня 1919 года, в результате конфликта с Чапаевым из-за его романа с женой, Фурманов был переведён из дивизии в Туркестан. А. Стешенко уехала вместе с ним.
В 1926 году, после смерти Фурманова, Анну Фурманову познакомили с венгерским интернационалистом, участником Гражданской войны в России Людвигом Гавро, который стал её новым мужем (расстрелян в 1938 году).
В 1934 году у них родился сын Дмитрий Людвигович Фурманов, названный в честь первого мужа Анны.
После Гражданской войны Фурманова работала в издательстве «Советский писатель», была директором Московского драматического театра, затем — ГИТИСа.
Автор пьесы по роману Д. Фурманова «Чапаев» (1931). Биограф Д. Фурманова и редактор его произведений.
Скончалась в 1941 году в Кремлёвской больнице от рака лёгких.
Похоронена на Новодевичьем кладбище, рядом с её первым мужем — Дмитрием Фурмановым (её прах перенесён из колумбария) и дочкой Анной Дмитриевной Фурмановой (1918—2011), участницей Великой Отечественной войны.

## Семья
- Первый муж — Дмитрий Андреевич Фурманов — писатель
  - Дочь — Анна Дмитриевна Фурманова (7 января 1918—16 марта 2011), участница Великой Отечественной войны, Почетный гражданин города Фурманова.[7]
    - внук Дмитрий,
    - внучка Марина
- Второй муж — Людвиг Матвеевич Гавро — венгерский интернационалист, активный участник Гражданской войны в России.
  - Сын — Дмитрий Людвигович Фурманов (первая жена с ребёнком погибли в авиакатастрофе, в дальнейшем женился повторно).

## Комментарии
1. ↑  Первая встреча Чапаева с Анной Фурмановой произошла так. Чапаеву доложили, и он с группой приближённых ввалился в квартиру Фурманова, застав молодых супругов в постели. Вообще она была очень красивой, а в постели, наверное, просто неотразимой. Взаимоотношения Фурманова с Чапаевым с этого момента стали развиваться уже по законам любовного жанра, любовного треугольника, зафиксированные в фурмановском архиве[5]. 

У Фурманова есть запись объяснения с Чапаевым, где Чапаев говорит ему: «Вот, товарищ Фурманов, ты мне всё говорил, что мои отношения к вам испортились. Это неправда. А ваши отношения ко мне действительно испортились. Конечно, тут Анна Никитична: У вас разные там мысли насчёт меня. А я вам однажды сказал, что на жену своего товарища никогда не посягну. Мало ли что у меня в душе, любить никто не может мне воспретить». А дальше письмо, которое сводится к простой мысли: «Так ведь я что, если бы Анна Никитична сама не хотела, так я ведь и не стал бы». На это Фурманов ответил в письме: «Вы предположили, что всё произошло из-за личных счётов, вы пытались всё объяснить какой-то нелепой ревностью из-за Анны Никитичны. Но подумайте сами, ведь это очень смешно и глупо, если бы я на самом деле вздумал ревновать её к вам. Такие соперники не опасны, она мне показывала ваше последнее письмо, где написано „любящий вас Чапаев“. Она действительно возмущалась вашей низостью и наглостью, и в своей записке, кажется, достаточно ярко выразила вам своё презрение. Эти все документы у меня в руках и при случае я покажу их кому следует, чтобы раскрыть вашу гнусную игру. К низкому человеку ревновать нельзя, и я, разумеется, её не ревновал, а был глубоко возмущён тем наглым ухаживанием и постоянным приставанием, которое было очевидно, и о котором Анна Никитична неоднократно мне говорила. Значит, была не ревность, а возмущение вашим поведением и презрение к вам за подлые и низкие приёмы».